# Olari (Arad)
Olari è un comune della Romania di 2 102 abitanti, ubicato nel distretto di Arad, nella regione storica della Transilvania.
Il comune è formato dall'unione di 2 villaggi: Olari e Sintea Mică.
L'economia del comune è prevalentemente basata sull'agricoltura, in particolare sulla coltura dei cereali, dei legumi e delle piante da legname.

## La storia
La prima documentazione di Olari risale al 1746, mentre Sintea Mică viene menzionata per la prima volta nel 1467.

## Economia
L'economia del comune è prevalentemente agricola, basata sulla coltivazione di cereali e colture tecniche, nonché sulla coltivazione di ortaggi.

## Turismo
Essendo situato in una zona pianeggiante, il comune è privo di spettacoli attraenti. Tuttavia, grazie alla valorizzazione delle sorgenti di acque termali e medicinali, potrebbe diventare un luogo turistico ben frequentato.